# Seznam českých velvyslanců v Albánii
Seznam českých velvyslanců v Albánii obsahuje diplomatické zastupitele České republiky v Albánii. Československo-albánské diplomatické styky se datují od roku 1922. Jejich povýšení na velvyslaneckou úroveň se uskutečnilo v roce 1992. Česká republika ve vztahu k Albánii navázala na předchozí československý státní útvar v lednu 1993.

## Vedoucí diplomatické mise
- 1996–1997, velvyslanec Jan Drábek
- ?–2007, velvyslanec Miroslav Šindelář
- 2007–2011, velvyslankyně Markéta Fialková
- 2011–?, velvyslankyně Bronislava Tomášová
- 2017–2022, velvyslanec Jaroslav Ludva
- od 2022, velvyslanec Karel Urban